# Leucula empusaria
Leucula empusaria là một loài bướm đêm trong họ Geometridae.